# Zwieselita
La zwieselita és un mineral de la classe dels fosfats, que pertany al grup de la triplita. Va ser anomenada així l'any 1841 per August Breithaupt per a la ciutat de Zwiesel (Baviera, Alemanya), on es va trobar el mineral.

## Característiques
La zwieselita és un fosfat de fórmula química Fe2+
2(PO₄)F. Cristal·litza en el sistema monoclínic. La seva duresa a l'escala de Mohs es troba entre 5 i 5,5. És una espècie polimorfa de la sarkinita, la triplita, la triploidita, la wagnerita i la wolfeïta. És l'anàleg amb Fe2+ de la triplita, amb la que forma una sèrie de solució sòlida.
Segons la classificació de Nickel-Strunz, la zwieselita pertany a «08.BA: Fosfats, etc. amb anions addicionals, sense H₂O, només amb cations de mida mitjana, (OH, etc.):RO₄ sobre 1:1» juntament amb els següents minerals: ambligonita, montebrasita, tavorita, triplita, sarkinita, triploidita, wagnerita, wolfeïta, stanĕkita, joosteïta, hidroxilwagnerita, arsenowagnerita, holtedahlita, satterlyita, althausita, adamita, eveïta, libethenita, olivenita, zincolibethenita, zincolivenita, auriacusita, paradamita, tarbuttita, barbosalita, hentschelita, latzulita, scorzalita, wilhelmkleinita, trol·leïta, namibita, fosfoel·lenbergerita, urusovita, theoparacelsita, turanita, stoiberita, fingerita, averievita, lipscombita, richel·lita i zinclipscombita.

## Formació i jaciments
Va ser descoberta a mitjans del segle xix a la pedrera Birkhöhe, a la localitat alemanya de Zwiesel (Niederbayern, Baviera). També ha estat descrita en altres indrets del continent europeu, a Austràlia i als Estats Units.